# Upplands runinskrifter 147
Upplands runinskrifter 147 är en vikingatida runsten av rödaktig gnejs i Hagby, Sparingsberg, Täby socken och Täby kommun. Runstenen är 1,15 meter hög och 1 meter bred. Runhöjden är 8 centimeter. Stenen hör till Jarlabankestenarna. Tydligen har det från början, av inskriptionen att döma, varit ett par stenar i detta monument men den ena är förkommen.

## Inskriften
Translitterering av runraden:
-(u)(r)(u)(n) ...(t)(r)... þaʀ × litu × hakua × staina × --ti- × iakif... -uk + inkuar
Normalisering till runsvenska:
[I]orunn ... þaʀ letu haggva stæina [æf]ti[ʀ] Ingif[ast] ok Ingvar.
Översättning till nusvenska:
Jorun ... de läto hugga stenarna efter Ingefast och Ingvar.